# Кафедральный собор Миккели
Кафедральный собор Миккели (фин. Mikkelin tuomiokirkko) — главная церковь диоцеза Миккели, находится в городе Миккели, Южное Саво, Финляндия.
Проект церкви был создан выдающимся финским архитектором Йозефом Стенбеком. Здание было построено в 1896—1897 годах в стиле неоготики (как и многие другие церкви, спроектированные Стенбеком). Основной строительный материал — красный кирпич.
Колокольня находится в западном фронтоне церкви. Церковь имеет 1 200 мест.
Алтарная картина «Распятие» создана в 1899 году Пеккой Халоненом.
Орган был построен в 1956 году на фабрике органов в Кангасала и имеет 51 регистр.